# 崔民幹
崔民幹（？—？），字道贞，为讳唐太宗李世民的讳又称崔幹、崔世幹，雍州咸阳县（今陕西省咸阳市）人，祖籍博陵郡安平县（今河北省衡水市安平县），出自博陵崔氏的博陵第二房，隋朝、唐朝官员。

## 生平
崔民幹在隋朝末年担任醴泉县县令，李渊发兵进入关中后，崔民幹向李渊献出醴泉县投降，出任丞相府主簿。武德元年六月甲戌朔（618年6月28日），李渊接受禅让建立唐朝后，将崔民幹升任黄门侍郎。武德元年十月庚辰（618年11月1日），唐高祖李渊诏令以右翊卫大将军、淮安王李神通为山东道安抚大使，山东各路军队都受到节度；以黄门侍郎崔民幹为安抚副使。
武德二年（619年）闰二月，李神通在聊城进攻宇文化及，宇文化及因军中粮食耗尽，请求投降，李神通不接受。崔民幹劝说李神通接受宇文化及的投降，李神通说：“士兵们长期暴露在外，如今敌人谋划用尽粮食耗尽，我军马上就能取胜，正当攻下聊城，以展示国威，将其财物奖赏将士。如果他投降，用什么来赏赐军队？”崔民幹说：“如今窦建德快要到了，宇文化及还没有平定，两方敌人夹击，我军必定失败。不攻而夺取城池，功劳非常大。如今贪图财物，我军一定会失败的。”李神通大怒，把崔民幹囚禁在军中。
唐太宗即位后，下令申国公高士廉、黄门侍郎韦挺、礼部侍郎令狐德棻、中书侍郎岑文本等人修《氏族志》，貞觀十二年（638年）《氏族志》编修完成，黄门侍郎崔民幹被定为第一等，唐太宗看后非常不满意，下令重新编纂，以唐朝的官品为评定标准，以皇族为首，外戚次之，崔民幹被降为第三等。
崔民幹后在贞观六年（632年）至七年（633年）之间任宋州刺史，之后转任豳州刺史，封博陵郡开国公，在刺史任内受到属下的怀念。崔民幹死后，朝廷赠予幽州都督、上柱国、谥号元，永徽元年岁次庚戌二月庚午朔廿七日丙申（650年4月3日），葬于雍州万年县义善乡界少陵原。

## 家庭

### 祖父
- 崔猷，隋朝大将军、汲郡明公

### 父亲
- 崔叔重，隋朝虞部侍郎、固安县公

### 兄弟
- 崔民师，唐朝平陆县县宰[14]
- 崔民瞻，隋朝藁城县县令[15]